# Ллой Болл
Ллой Болл  (англ. Lloy Ball; 17 лютого 1972) — американський волейболіст, олімпійський чемпіон.

## Виступи на Олімпіадах
| Олімпіада    | Дисципліна | Місце |
| ------------ | ---------- | ----- |
| Атланта 1996 | волейбол   | 9T    |
| Сідней 2000  | волейбол   | 11T   |
| Афіни 2004   | волейбол   | 4     |
| Пекін 2008   | волейбол   | 1     |